# Ellen Fiedler
Ellen Fiedler (născută Neumann; n. 26 noiembrie 1958, Demmin, Republica Democrată Germană, Germania) este o atletă ce a reprezentat Republica Democrată Germană, medaliată olimpică. A participat la o ediție a Jocurilor Olimpice (1988) în care a câștigat medalia de bronz în proba de 400 m garduri.

## Palmares
| An   | Competiție           | Locație                | Loc | Eveniment     | Note  |
| ---- | -------------------- | ---------------------- | --- | ------------- | ----- |
| 1980 | Campionatul Mondial  | Sittard, Țările de Jos | 2   | 400 m garduri | 54,56 |
| 1981 | Cupa Europei         | Zagreb, Iugoslavia     | 1   | 400 m garduri | 54,90 |
| 1981 | Cupa Mondială        | Roma, Italia           | 1   | 400 m garduri | 54,82 |
| 1983 | Campionatul Mondial  | Helsinki, Finlanda     | 3   | 400 m garduri | 54,55 |
| 1983 | Campionatul Mondial  | Helsinki, Finlanda     | 1   | 4x400 m       | 54,55 |
| 1983 | Cupa Europei         | Londra, Marea Britanie | 1   | 400 m garduri | 54,20 |
| 1986 | Jocurile Goodwill    | Stuttgart, Germania    | 3   | 400 m garduri | 54,80 |
| 1986 | Campionatul European | Stuttgart, Germania    | 6   | 400 m garduri | 54,90 |
| 1988 | Jocurile Olimpice    | Seul, Coreea de Sud    | 3   | 400 m garduri | 53,63 |

1. ↑  Atleta a participat doar la calificări.

## Legături externe
- en Ellen Fiedler la World Athletics
- en Ellen Fiedler la Olympedia.org